# Anton Johanson
Karl Anton Johanson (28 janvier 1877–24 décembre 1952) est un entraîneur de football et un dirigeant de sport suédois. 

## Biographie
Anton Johanson est un footballeur qui joue à l'IFK Köping et à l'IFK Stockholm. Il est l'un des fondateurs de la Fédération suédoise de football, et en est le secrétaire de 1905 à 1922, puis président de 1923 à 1937. Il est membre du bureau de la FIFA entre 1932 et 1938. Il est en même temps, président de la Fédération suédoise de hockey sur glace de 1924 à 1948. 
Il dirige la sélection nationale de 1917 à 1920, disputant les Jeux olympiques de 1920, en étant éliminé en quart-de-finale. Il se pourrait qu'il est dirigé la sélection lors des Jeux olympiques de 1908, mais différentes sources affirment qu'il s'agissait de Ludvig Kornerup.
Il fait partie du comité d'organisation des épreuves aquatiques des Jeux olympiques de 1912 à Stockholm.